# Gottferdom Studio
 (novembre 2012).
Si vous disposez d'ouvrages ou d'articles de référence ou si vous connaissez des sites web de qualité traitant du thème abordé ici, merci de compléter l'article en donnant les références utiles à sa vérifiabilité et en les liant à la section « Notes et références ».
Le Gottferdom Studio est un atelier regroupant des scénaristes, des dessinateurs et coloristes de bandes dessinées. Les auteurs se regroupent pour partager les différents frais du local.

## Historique
Créé fin août 1997 par Christophe Arleston, Didier Tarquin, Dominique Latil et Philippe Pellet, le Gottferdom Studio occupe alors 120 m2 au cœur du vieil Aix-en-Provence, au 16 rue Portalis. Deux grandes pièces, une cuisine, une salle de bains et une petite cour : c'est le bonheur pour ces auteurs qui en avaient marre de rester chacun chez soi ! Des auteurs passent, s'installent, d'autres repartent, Gottferdom reste comme un cœur vivant de la BD.
Un an après sa création, le Gottferdom Studio devient parallèlement le siège de la rédaction du mensuel de bandes dessinées Lanfeust Mag, dont la rédaction en chef est assurée par Christophe Arleston. C'est grâce au studio que le magazine pourra exister.
En 2002, ils sont près de douze, dessinateurs scénaristes et coloristes, à s'entasser dans les deux pièces de la rue Portalis, ce n'est plus possible. Grand déménagement vers un autre coin du vieil Aix-en-Provence, 20 rue Fermée. Gottferdom Next Generation occupe désormais 250 m2, répartis en une grande pièce commune et plein de petits bureaux indépendants. Pour l'occasion, Soleil presse embauche une secrétaire de rédaction pour Lanfeust Mag, qui gère également l'accueil de l'atelier.

## Membres
- Christophe Arleston (1997 - )
- Dominique Latil (1997 - )
- Simon van Liemt (1999 - 2019)
- Melanÿn (2003 - 2017)
- Audrey Alwett (2007 - )
- Maud Amoretti (2011 - 2020)
- Dana Dimat (2011 - 2021)
- Carole Breteau (2015 - )

## Visiteurs fréquents et proches du Gottferdom Studio
- Jean-Louis Mourier
- Didier Tarquin
- Philippe Pellet
- Éric Cartier
- Lucie Arnoux
- Serena Blasco
- Rutile (autrice)
- Isabelle Bauthian
- Adrien Floch
- Claude Guth
- Alberto Varanda
- Dav (auteur)
- Guillaume Bianco
- Alessandro Barbucci
- Nicolas Keramidas
- Olivier Dutto
- Thierry Labrosse
- Augustin Rogeret
- Philippe Fenech

## Albums du collectif
Les Aventures du Gottferdom studio est une série de bande dessinée prépubliée dans Lanfeust Mag. Les auteurs de l'atelier sont caricaturés par Dav et sont placés dans des situations parodiques. Il existe en 2010 cinq albums réunissant ces aventures.
1. Le Fainéant des Anneaux (12/2004)
2. Harry Pottarquin (11/2005)
3. La Flemme des Étoiles (12/2006)
4. Indiana Dom (11/2008)
5. Gottvatar (06/2010)